# 小环蛱蝶
小环蛱蝶（学名：Neptis sappho）也称小三线蝶、荻胥、荻環蛺蝶、小三線蛺蝶，是一种分布于欧洲及亚洲等地的蛱蝶。
本种形态与中环蛱蝶（Neptis hylas）相似，但后者双翅反面为棕黄色，中带及外带等白斑纹具有深色的外围线。

## 描述
本種為中型蛺蝶，略具雌雄二型性。體背黑褐色，具金屬光澤，腹側白色，有褐色斜帶。頭黑褐，觸角末端膨大具溝槽，口器褐色，下唇鬚白色、背面黑褐。
足為白色，末端泛褐。雄蝶前足癒合呈針狀並具毛，雌蝶前足分節、有爪、無毛。腹部背褐腹白。
前翅長26-30 mm，外型近三角形，翅頂鈍，後翅扇形，外緣略呈鋸齒狀。翅背面底色黑褐，具鮮明白色斑紋與條帶。前翅中室有截斷狀白條，末端有模糊斷痕，外側有眉狀白紋，中央斑列成弧形排列，亞外緣具白點列。後翅有兩條白帶，內側寬直、外側為一列白點，有時減弱，帶紋間與亞外緣另有模糊白線紋。
翅腹面底色暗褐，白斑與背面位置相對且更鮮明，邊緣斑鑲黑邊。後翅兩白帶間與外緣有白線紋，外緣線紋雙重，翅基有兩道白色細條。雄蝶後翅背面前緣具灰色至銀灰色性標；雌蝶無性標，白紋尤以後翅外側較明顯。緣毛黑白相間。

## 分佈
廣泛分布於歐亞大陸，西至中歐、東南歐、俄羅斯南部與西伯利亞，東達日本、朝鮮半島、中國大陸、臺灣，南抵印度及中南半島；臺灣則見於本島低至中海拔山區。

## 棲地
主要棲息於常綠闊葉林，一年繁殖多代，成蝶會訪花；幼蟲以豆科葛藤、山葛、老荊藤及朴樹科、大麻科的糙葉樹以及錦葵科的野綿花等植物葉片為食。

## 圖庫

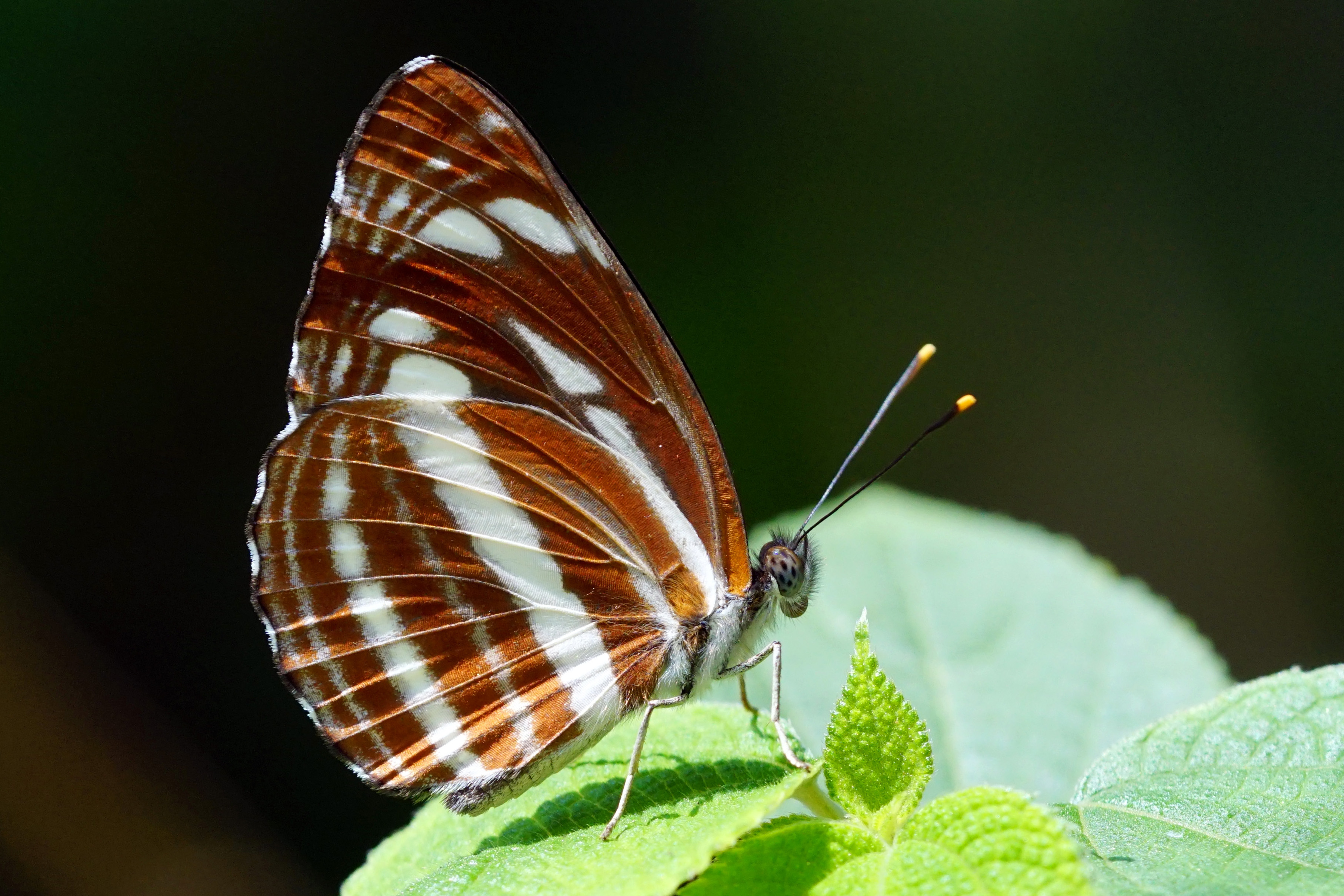
小环蛱蝶双翅反面
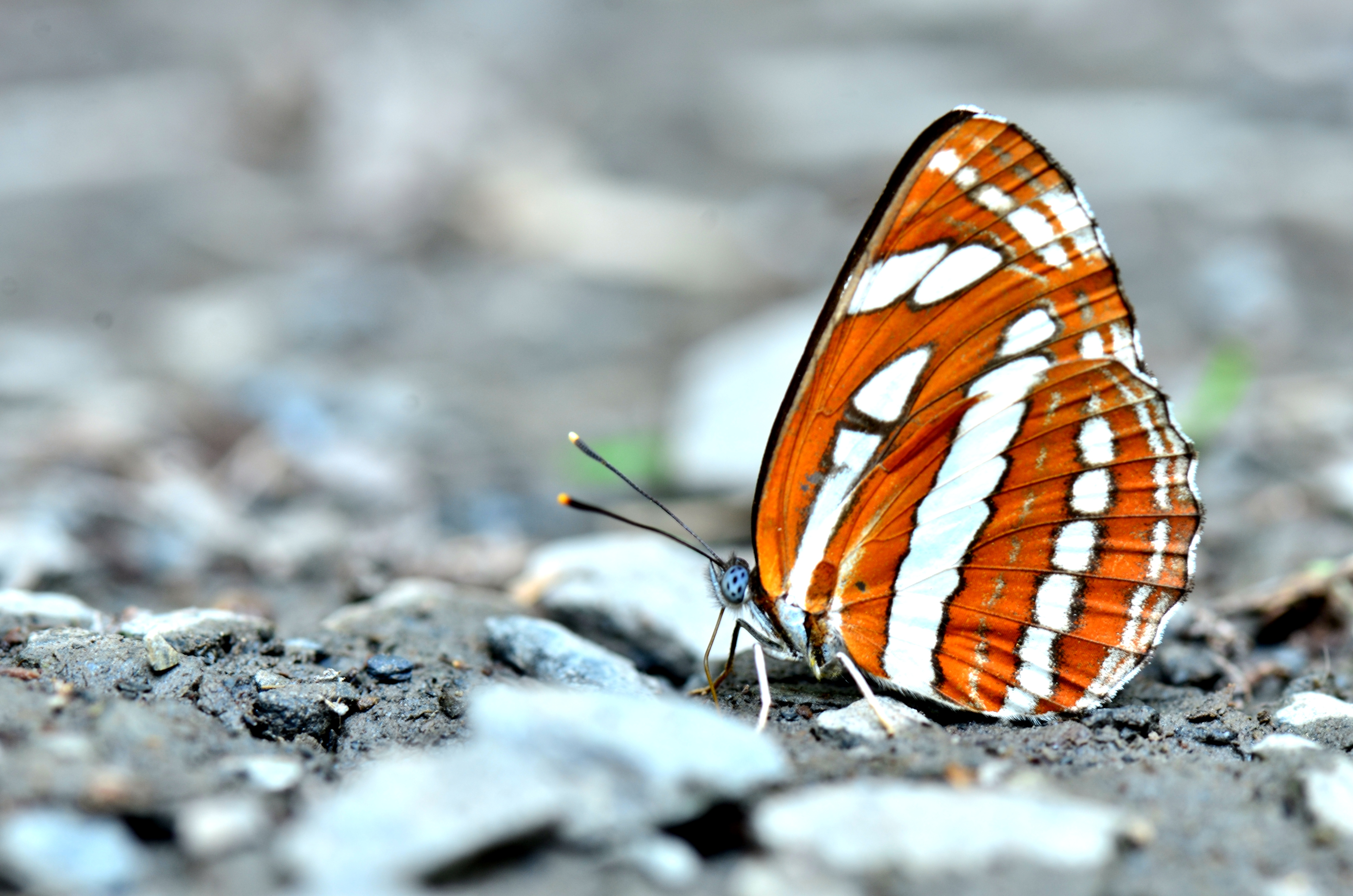
中环蛱蝶双翅反面